# Певческая азбука
Пе́вческая а́збука, музыкальная азбука — тип музыкального учебного пособия на Руси для постижения основ церковно-певческого искусства. Название, возникшее в XVIII веке, современные учёные относят к артефактам XV — XVIII веков.

## Краткая характеристика
Ранние (XV века) азбуки включают только перечень крюковых знаков, без каких-либо пояснений. Такого рода «азбуки-перечисления» находятся, например, в рукописях Кирилло-Белозерского собрания РНБ. 
В XVI веке появились азбуки нового типа, содержащие толкование знамён, в том числе изложение способов их исполнения (так называемые «азбуки-толкования»). Тогда же возникли сборники попевок (коки́з) — коки́зннки и фит — фи́тники. До XVII века певческие азбуки излагали систему беспометной знаменной нотации, как правило, анонимно. 
В XVII веке появились авторские азбуки. Среди них наиболее известные — «Ключ знаменной» инока Христофора (1604) и «Извещение о согласнейших пометах» Александра Мезенца (1668, излагается система киноварных помет и призна́ков). В конце XVII века, когда в употребление певчих вошла линейная нотация классического типа, появилась новая форма певческой азбуки — двоезнаменник, где распевы приводились крюками и одновременно — в пятилинейной нотации. Таково пособие «Сказание о нотном гласобежании и о литерных знаменных пометах, и о знамени нотном...» (другое название — «Ключ разумения») Тихона Макарьевского, написанное не позднее 1685 года.
Известны певческие азбуки и по другим видам древнерусского церковного распева — столпового, путевого, демественного. В XVIII веке певческие азбуки активно составлялись в старообрядческой среде.
Классификацию певческих азбук (на основе их систематического исследования) впервые осуществил М. В. Бражников.

## Издания и литература
- Азбука знаменного пения (Извещение о согласнейших пометах) старца Александра Мезенца / Издал с объяснениями и примечаниями Ст. Смоленский. — Казань: Типография Императорского университета, 1888. — 132 с.
- Успенский Н. Д. Древнерусское певческое искусство. М., 1971;
- Бражников М. В. Древнерусская теория музыки. Л., 1972;
- Христофор. Ключ знаменной / предисловие Г. А. Никишова; публикацмя и перевод М. В. Бражникова. — М. : Музыка, 1983. — 296 с. (Памятники русского музыкального искусства. Вып. 9)
- Азбука музыкальная // Музыкальный энциклопедический словарь. М., 1990, с. 19.
- Лозовая И. Е. Азбука певческая // Православная энциклопедия. Том 1, М., 2000, с. 330-332;
- Мосягина Н. В. "Ключ разумения" монаха Тихона Макарьевского — музыкально-теоретический трактат второй половины XVII века. Дис. канд. искусствоведения. СПб., 2014;